# Franz Josef Degenhardt
Franz Josef Degenhardt (Schwelm, 3 de dezembro de 1931 — Quickborn, 14 de novembro de 2011) foi um cantor, compositor, escritor e advogado com doutorado alemão.

## Obras

### Discografia
- 1963: Rumpelstilzchen (originalmente: „Zwischen Null Uhr Null und Mitternacht“)
- 1965: Spiel nicht mit den Schmuddelkindern
- 1966: Väterchen Franz
- 1968: Wenn der Senator erzählt
- 1968: Live 68 (Live)
- 1969: Im Jahr der Schweine
- 1971: Wallfahrt zum Big Zeppelin (Live)
- 1972: Mutter Mathilde
- 1973: Kommt an den Tisch unter Pflaumenbäumen (com uma balada sobre Joß Fritz)
- 1975: Mit aufrechtem Gang
- 1977: Wildledermantelmann
- 1978: Liederbuch (Live, originalmente 2 LPs)
- 1980: Der Wind hat sich gedreht im Lande
- 1982: Du bist anders als die anderen
- 1983: Lullaby zwischen den Kriegen
- 1985: Vorsicht Gorilla!
- 1986: Junge Paare auf Bänken (canções de Georges Brassens)
- 1987: Da müssen wir durch
- 1988: Jahreszeiten
- 1989: Aus diesem Land sind meine Lieder (Live, 2 CD)
- 1990: Wer jetzt nicht tanzt
- 1992: Und am Ende wieder leben
- 1993: Nocturne
- 1994: Aus dem Tiefland
- 1996: Weiter im Text
- 1998: Sie kommen alle wieder – oder? (Live)
- 2000: Cafe nach dem Fall
- 2002: Quantensprung
- 2006: Dämmerung
- 2008: Dreizehnbogen

### Outros
- 1963: Zwischen null Uhr null und Mitternacht, LP Polydor 46593
- 1964: Mitternachts-Bänkel Songs, EP Polydor J73 551
- 1965: Spiel nicht mit den Schmuddelkindern, LP Polydor 2428 121
- 1965: Wölfe mitten im Mai (oder August der Schäfer), LP
- 1967: Da frierst du vor Gemütlichkeit, LP Polydor H 840
- 1968: Adieu Kumpanen, LP Polydor H872/4
- 1969: Vatis Argumente/P.T. aus Arizona (Single) Polydor 53 026
- 1969: Porträt, 2 LP LP Polydor 2638 009
- 1970: Degenhardt, Schütt& Wandrey LIVE (25. Dezember 1970 Rote Rille)
- 1971: Degenhardt, Schütt & Wandrey
- 1971: Franz Josef Degenhardt, 3LP Polydor 827 972-1
- 1972: Sacco und Vanzetti/Befragung eines Kriegsdienstverweigerers (Single) Polydor 2041 252
- 1974: Meine Lieblingssongs, LP Polydor 2371 466
- 1974: Portugal/Chile (Single) Polydor 2041 568
- 1974: Der frühe Degenhardt, 4 LP Polydor 2630 089
- 1978: Starstunden – Väterchen Franz, LP Polydor 2416 185
- 1981: Der ganze Degenhardt (12LP +1 Maxi LP in einer Box), Polydor 2630 126
- 1981: Durch die Jahre, LP Polydor 2459 242
- 1985: Jahreszeiten (Maxi), Polydor 835 628-2
- 1987: Ich laß dich…/Am Spion (Single) Polydor 887 150-7
- 1996: Quartett 67 (Live) mit Dieter Süverkrüp, Wolfgang Neuss, Hanns Dieter Hüsch (von bis dahin unveröffentlichter Tonaufnahme aus dem Jahre 1967), 2 CD
- 1988: Stationen, 2 CD
- 1989: Von damals und von dieser Zeit, 2 CD
- 1999: Petroleum und Robbenöl (Hörbuch des gleichnamigen Romans) 2 CD
- 2003: Krieg gegen den Krieg (Verschiedene Künstler) CD

### Romances
- 1973: Zündschnüre
- 1974: Brandstellen
- 1976: Petroleum und Robbenöl oder wie Mayak der Eskimo kam und mein verrückter Vater wieder gesund wurde
- 1979: Die Mißhandlung oder der freihändige Gang über das Geländer der S-Bahn-Brücke
- 1982: Der Liedermacher
- 1985: Die Abholzung
- 1991: August Heinrich Hoffmann, genannt von Fallersleben
- 1998: Für ewig und drei Tage

## Livros de canções
- 1969: Spiel nicht mit den Schmuddelkindern (Illustrationen: Eduard Prüssen)
- 1970: Im Jahr der Schweine
- 1974: Laßt nicht die roten Hähne flattern
- 1978: Kommt an den Tisch unter Pflaumenbäumen (1984 auch als Ala Kumpanen – Sangesbrüder bei Reclam in Leipzig veröffentlicht)
- 1987: Reiter wieder an der schwarzen Mauer
- 2006: Die Lieder

## Filmografia
Drehbuchvorlage
- 1974: Zündschnüre (Roman „Zündschnüre“)
- 1978: Brandstellen (Roman)

OFF-Sprecher
- 1987: Tango du Midi (Sprechrolle)

Compositor
- 1974: Zündschnüre (Originalmusik)

Weitere Auftritte
- 1983: Sag nein (Dokumentation von Stefan Aust)